# Sonja Martinsson
Sonja Irene Martinsson, ogift Norén, född 24 februari 1934 i Glimåkra socken i dåvarande Kristianstads län, död 1 mars 2013 i Boalt i Glimåkra, var en svensk sångare, musiker och låtskrivare, känd från Göingeflickorna.
Sonja Martinsson var dotter till Torsten Norén och Edit, ogift Svensson. Hon var äldst av de tre systrarna från byn Boalt som 1955 bildade gruppen Systrarna Norén, vilken några år senare blev Göingeflickorna. De hade stor framgång med låten Kära mor år 1961, en låt som de sedan kom att förknippas med under alla år. När mellansystern Barbro Svensson på 1970-talet hoppade av för att i stället turnera med sin make fortsatte Sonja Martinsson att sjunga enbart med systern Agnetha Gardelid, men fortfarande under namnet Göingeflickorna. Trion gjorde dock comeback i full tappning ett par gånger. Göingeflickorna uppträdde alltid iförda folkdräkter.
Hon var från 1954 gift med modellsnickaren Olle Martinsson (född 1931). Deras söner är tonsättaren professor Rolf Martinsson (född 1956) och Tord Martinsson (född 1969), som gjorde en film om Göingeflickorna.

## Låtar i urval
- Minnenas strand, av Sonja Martinsson, inspelad av Göingeflickorna på Vi möts igen (1989)
- Nu är det solsken och sommar, av Agnetha Gardelid och Sonja Martinsson, inspelad av Göingeflickorna på Kära mor (2001)
- Som en sommarvind, musik: Edith Worsing, text Agnetha Gardelid och Sonja Martinsson, inspelad av Göingeflickorna på Vår värld av blommor (2005)